# 条顿人

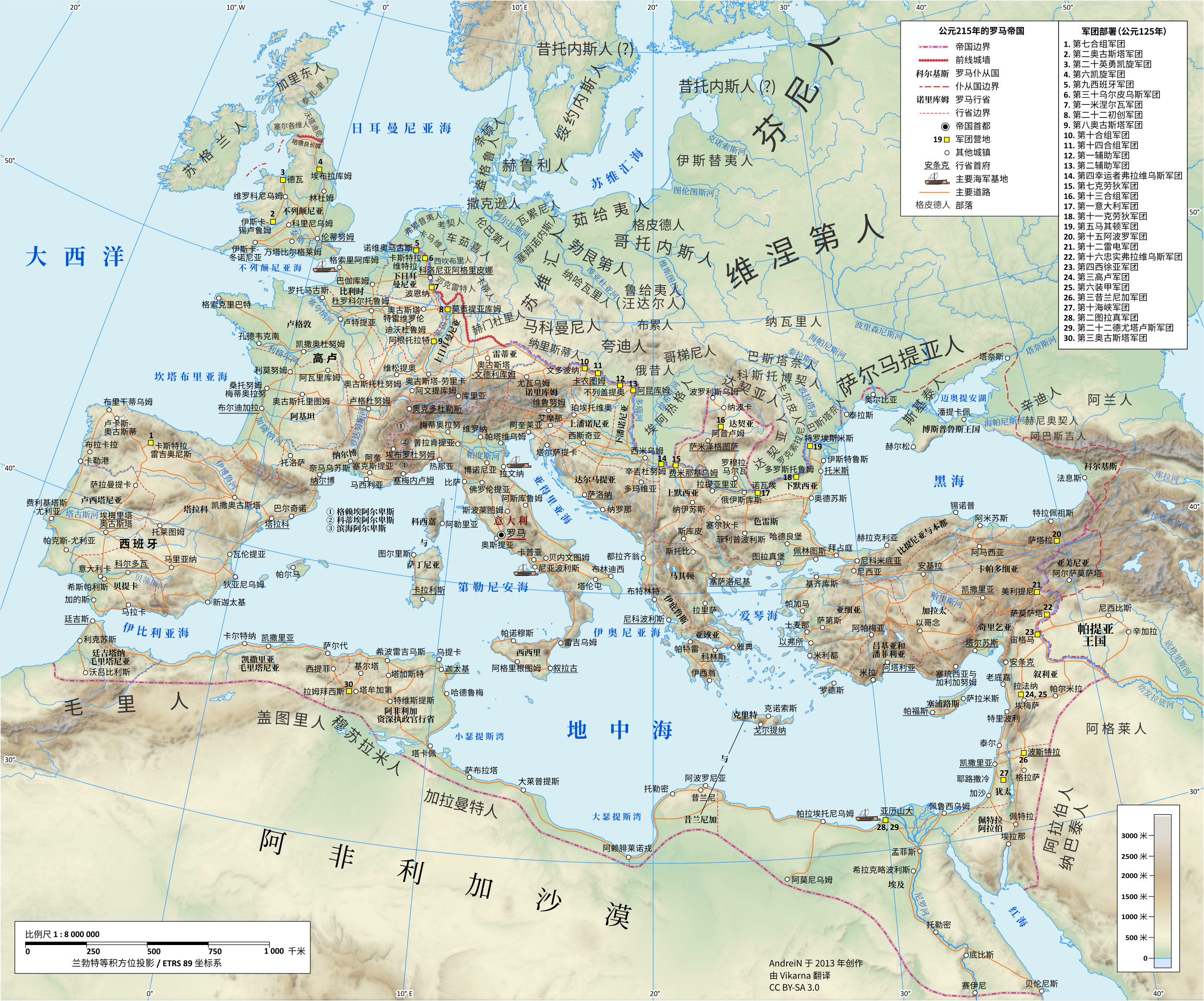
哈德良皇帝統治之下的羅馬帝國疆界圖。（西元117至138年）圖中為條頓族位於日德兰半岛北邊的原始故鄉

條頓人與辛布里人的遷徙路線。
兩族戰敗地點
兩族戰勝地點

条顿人（德語：Teutonen）是古代日耳曼人中的一个分支，公元前4世纪时大致分布在易北河下游的沿海地带，后来逐步和日耳曼其他部落融合。后世常以条顿人泛指日耳曼人及其后裔，或是直接以此稱呼德國人。
根據古希臘地理學者庞波尼乌斯·梅拉與古羅馬地理學者维莱伊乌斯·帕特尔库鲁斯的說法，條頓人與辛布里人較為相似，以民族上的分類來說，可劃為日耳曼人或者為高盧人。
約莫於西元前113年，條頓人與辛布理人展開了一場遷徙，從西側與南側搬移至自現今的多瑙河谷，並在此進入了罗马共和国的領土。根據記載，在西元前二世紀時，條頓人經過了高卢地區並進攻義大利。條頓人與辛布理人在諾瑞亞戰役（Battle of Noreia）與阿勞西奧戰役獲得了勝利，但最後辛布理人與條頓人分別在西元前102年與前101年敗於罗马执政官蓋烏斯·馬略所率之軍隊，被灭族。

## 外部連結
- Beach, Chandler B. (编). . . Chicago: F. E. Compton and Co. 1914 （英语）.